# Dacryodes trinitensis
Dacryodes trinitensis är en tvåhjärtbladig växtart som beskrevs av Noel Yvri Sandwith. Dacryodes trinitensis ingår i släktet Dacryodes och familjen Burseraceae. Inga underarter finns listade i Catalogue of Life.